# Änglamark
"Änglamark" er en vise af Evert Taube fra 1971. Sangen blev skrevet til filmen Æblekrigen hvor den blev sunget af Evert Taubes søn, Sven-Bertil Taube.
Sangen er udgivet i 1971 på single med Sven-Bertil Taube og Gunnar Svenssons orkester, og den er siden udgivet i mange flere udgaver med både Sven-Bertil Taube og andre kunstnere. Blandt andre har Thore Skogman (1981), Lisa Ekdahl (1998) og Lisa Nilsson (2015) indsunget Änglamark. Roger Whittaker indspillede en oversættelse til engelsk med titlen Where Angels Tread i 1972. Sangen er også oversat til finsk, norsk og spansk.
Änglamark var på Svensktoppen i 16 uger i 1972 med en førsteplads som bedste placering.
Änglamark er blandt Taubes mest kendte viser og betegnet som en vise der er en del af den svenske folkesjæl.
Sangen kan ses som Taubes deltagelse i miljødebatten og hans lovprisning af skønheden i naturen, og hans kærlighed til naturen og livet. Han ser Jorden med dens oprindelig liv som Änglamark eller Himlajord. Verslinjerne Låt sista älven som bruser i vår natur // brusa alltjämt mellam fjällar och gran och fur! er en henvisning til striden om Vindelälven hvor der i 1960'erne var planlagt et vandkraftværk som Taube i 1967 deltog i kampen imod.
Sangen har givet navn til Coop Nordens varemærke Änglamark.